# Schifffahrt Berner Oberland

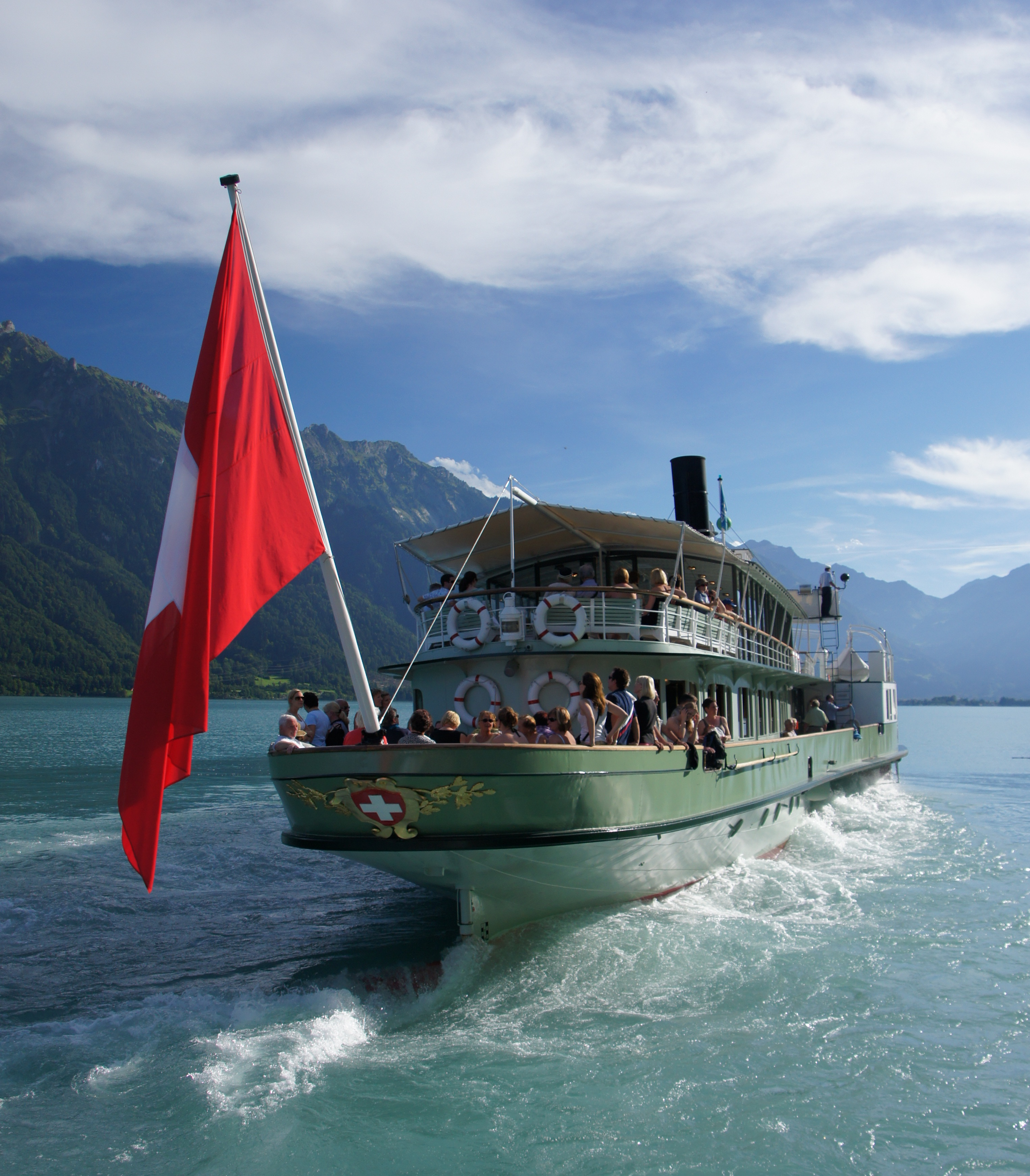
Le DS Lötschberg quitte Bönigen

La Schifffahrt Berner Oberland, est une compagnie maritime suisse, filiale du groupe BLS SA qui exploite des bateaux de passagers sur les lacs de Thoune et de Brienz, dans l'Oberland bernois.

## Histoire[1]

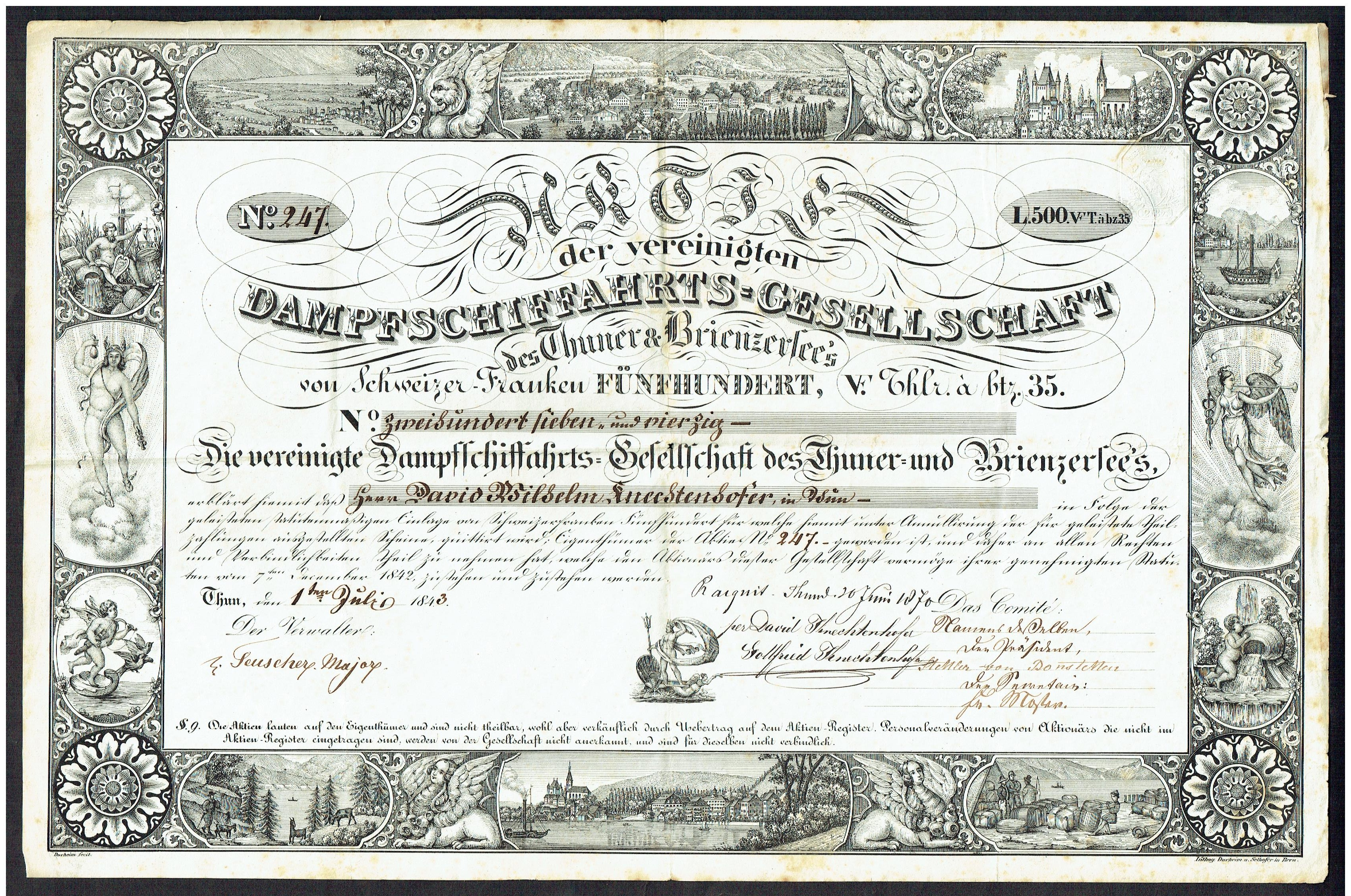
Action de la Vereinigte Dampfschiffahrts-Gesellschaft des Thuner- und Brienzersee's en date du 1. Juillet 1843

En 1834, les frères Knechtenhofer, hôteliers à Thoune, mirent en service le premier bateau à vapeur sur le lac de Thoune, en tant qu'attraction pour leur hôtel. La première liaison lacustre suivi l'année suivante, avec le bateau Bellevue entre Hofstetten, situé en face de l'actuelle gare de Thoune, et Neuhaus, sur la commune d'Unterseen.
Dès 1839, le lac de Brienz possède aussi son bateau, qu'un autre hôtelier, David G. Matti de Brienz, est allé chercher sur le Léman. Rebaptisé Giessbach, il effectuait des allers et retours Interlaken–Giessbach–Brienz. Mais les frères Knechtenhofer ne voyaient pas d'un bon œil l’arrivée d’une seconde entreprise de bateaux à vapeur. Un accord ayant finalement été conclu avec Matti, donnant le jour à la Vereinigte Dampfschiffahrts-Gesellschaft des Thuner- und Brienzersee's (VDG, en français : Compagnie réunie de navigation à vapeur sur les lacs de Thoune et de Brienz).
Le chemin de fer arriva en 1874 : le Bödelibahn (BB) circulait dès le 1er juillet entre Interlaken et Därligen. Pour pouvoir transborder voyageurs et marchandises, le BB acquit un bac capable de transporter jusqu'à cinq wagons. Ce bateau reliait Därligen à Scherzligen, près de Thoune. Le 1er juin 1893, le Thunerseebahn (TSB, chemin de fer du lac de Thoune) met en service la ligne ferroviaire Thoune–Spiez–Därligen, désenclavant Interlaken et rendant inutile le transbordement par voie lacustre. Ce fut l’engouement du tourisme qui sauva la navigation lacustre. 
La compagnie VDG fusionna en 1912 avec le Thunerseebahn, qui fut lui-même repris l'année suivante par la compagnie du Bern-Lötschberg-Simplon (BLS), qui exploite encore de nos jours la navigation sur les deux lacs.

## Bateaux[3]
| Bateau             | Bateau | Mise en service | Constructeur                  | Propulsion | Puissance  | Longueur | Largeur | Capacité       |
| ------------------ | ------ | --------------- | ----------------------------- | ---------- | ---------- | -------- | ------- | -------------- |
| Lac de Thoune      |        |                 |                               |            |            |          |         |                |
| DS Blümlisalp      |        | 1906            | Escher Wyss Zurich            | vapeur     | 478 kW     | 63.45 m  | 13.30 m | 750 passagers  |
| MS Niederhorn      |        | 1959            | Bodan-Werft (de) Kressbronn   | diesel     | 2 x 264 kW | 44.20 m  | 8.10 m  | 500 passagers  |
| MS Bubenberg       |        | 1962            | Bodan-Werft Kressbronn        | diesel     | 2 x 324 kW | 51.00 m  | 10.50 m | 800 passagers  |
| MS Beatus          |        | 1963            | ÖSWAG (de) Linz               | diesel     | 2 x 324 kW | 46.85 m  | 8.20 m  | 600 passagers  |
| MS Stadt Thun      |        | 1971            | ÖSWAG Linz                    | diesel     | 2 x 354 kW | 55.00 m  | 11.50 m | 1100 passagers |
| MS Stockhorn       |        | 1974            | ÖSWAG Linz                    | diesel     | 1 x 265 kW | 35.70 m  | 7.00 m  | 250 passagers  |
| MS Berner Oberland |        | 1996            | Meidericher Sw (de) Duisbourg | diesel     | 2 x 490 kW | 57.00 m  | 12.00 m | 1000 passagers |
| MS Schilthorn      |        | 2002            | ÖSWAG Linz                    | diesel     | 2 x 298 kW | 43.00 m  | 8.50 m  | 300 passagers  |
| Lac de Brienz      |        |                 |                               |            |            |          |         |                |
| DS Lötschberg      |        | 1914            | Escher Wyss Zurich            | vapeur     | 330 kW     | 56.50 m  | 12.60 m | 800 passagers  |
| MS Jungfrau        |        | 1954            | Bodan-Werft Kressbronn        | diesel     | 2 x 324 kW | 48.00 m  | 10.50 m | 700 passagers  |
| MS Interlaken      |        | 1956            | Bodan-Werft Kressbronn        | diesel     | 1 x 400 kW | 42.10 m  | 7.70 m  | 550 passagers  |
| MS Iseltwald       |        | 1969            | ÖSWAG Linz                    | diesel     | 1 x 250 kW | 37.10 m  | 6.70 m  | 300 passagers  |
| MS Brienz          |        | 1981            | Bodan-Werft Kressbronn        | diesel     | 2 x 330 kW | 53.00 m  | 11.00 m | 1000 passagers |

## Localités desservies
| - Thun ThS - Hünibach (rive droite) - Hilterfingen (rive droite) - Oberhofen am Thunersee (rive droite) - Längenschachen (rive droite) - Gwatt Zentrum (rive gauche) - Gunten (rive droite) - Spiez Schiffstation (rive gauche) - Faulensee (rive gauche) - Merligen (rive droite) - Beatenbucht (rive droite) - Beatushöhlen-Sundlauenen (rive droite) - Neuhaus (Unterseen) (rive droite) - Interlaken West ThS |  |  |  | - Interlaken Ost BrS - Ringgenberg (rive droite) - Bönigen (rive gauche) - Niederried (rive droite) - Iseltwald (rive gauche) - Oberried BrS (rive droite) - Giessbach See (rive gauche) - Brienz Dorf (rive droite) - Brienz BrS |